# 第二〇五海軍航空隊
第二〇五海軍航空隊（だい205かいぐんこうくうたい）は、日本海軍の部隊の一つ。南西諸島防衛の主力偵察機隊として、太平洋戦争終盤に最前線で戦闘・対地銃撃・対艦攻撃に従事した。

## 沿革
フィリピン戦線で壊滅した第一航空艦隊の一部が台湾に撤退し、台湾または沖縄の防衛を担うために4個航空隊を再編した。二〇五空は戦闘機隊として再編されたもので、藤枝飛行場を原隊に指定され、台中を主力基地とした。零式艦上戦闘機を主力とし、爆撃訓練を経験した搭乗員をそろえて爆装零戦隊として機能した。沖縄の地上戦が始まると、沖縄方面への爆撃・強襲に赴くことが多くなったが、昭和20年5月の第六次菊水作戦以降の行動は、台湾に増援された他の偵察部隊の行動と混同されており、判然としていない。
- 昭和20年（1945年）

2月5日　藤枝飛行場を原隊として開隊。第一航空艦隊附属。3個偵察隊144機（定数であり、満たしたことはない）。
3月28日　沖縄地上戦に備え、石垣島飛行場・宜蘭飛行場に派遣隊を前進。
　　　　　　　　　石垣島派遣隊は特攻隊「大義隊」を編成。
4月1日　沖縄上陸戦開始。第一大義隊、爆装零戦6機が宮古島沖の艦艇に突入。戦果なし・3機喪失。
4月2日　第二大義隊、爆装零戦2機で沖縄沖の艦艇に突入。戦果なし・1機喪失。
　　　　　　　　　本隊8機で沖縄沖の艦艇に特攻。戦果なし・3機突入。
4月3日　第三大義隊出撃。
4月4日　第四大義隊4機、3波にわたり艦艇攻撃。戦果なし・1機喪失。
4月5日　第五大義隊2機、艦艇攻撃。戦果なし・1機喪失。石垣島派遣隊払底（保有4機）。
4月6日　菊水一号作戦発動。4機で第七六五海軍航空隊を護衛。
4月9日　2機で宮古島沖の艦艇を攻撃。
4月12日　菊水二号作戦発動。13日まで延べ18機で連日与那国島沖の艦艇を攻撃、2機喪失。
4月16日　菊水三号作戦発動。2機で八重山諸島沖の敵水上部隊を銃撃。
5月8日　菊水六号作戦発動。宜蘭派遣隊10機特攻。突入4機を含む5機喪失。
5月15日　4機特攻を目指すが会敵せず引き返し。
　　　　　　　　この頃から二〇五空単独の行動が不明確となる。以後、在台湾の各偵察機隊は散発的な偵察行動に従事。
6月7日　最後の大義隊出撃。8機で宮古島沖の船団に突入。
6月15日　一航艦解散。高雄警備府第29航空戦隊に転籍。
- 終戦後解隊

5月後半より単独行動がほとんど見られなくなり、他の戦闘隊と混用されているようである。5月にはマレー方面から第三八一海軍航空隊が台湾方面に撤退しているが、第二〇一海軍航空隊をはじめ、機体を得られない搭乗員が台湾に多数残留しており、機体増強の機会はなかったことが窺える。

## 主力機種
- 零式艦上戦闘機

## 歴代司令
- （昭和20年2月5日-）
- 玉井浅一 中佐：昭和20年3月1日 - 終戦後解隊